# شايان (قبيلة)
أمة شايان (بالإنجليزية: Cheyenne)‏ هي إحدى مجموعات السكان الأصليين من السهول العظمى ولغتهم هي من عائلة اللغات ألغونكين. تتكون قبيلة شايان من مجموعتين هما سوتايوؤو Só'taeo'o أو سوتايتانيوؤو Só'taétaneo'o (تعرف أكثر باسم سوتاي أو سوتايو) وتسيتسيهيستاهيسي Tsétsêhéstâhese (وتعرف باسم تسيتسيستاس). اندمجت هذه القبائل في أوائل القرن التاسع عشر. واليوم ينقسم شعب شايان إلى مجموعتين معترف بهما فدراليا: الشايان الجنوبيين، الذين أدخلوا ضمن قبائل شايان وأراباهو في أوكلاهوما، والشايان الشماليون، الذين أدخلوا في قبيلة الشايان الشماليين ضمن محمية شايان الهندية الشمالية في ولاية مونتانا.
عاش الشايان في منطقة ولاية مينيسوتا الحالية زمن اتصالهم الأول مع الأوروبيين. وكانوا في بعض الأحيان متحالفين مع قبائل لاكوتا وأراباهو. هاجروا غربا عبر نهر ميسيسيبي وإلى شمال وجنوب داكوتا في أوائل القرن الثامن عشر. استقروا في منطقة بلاك هيلز من ولاية ساوث داكوتا إلى منطقة نهر باودر في مونتانا، وقاموا بإدخال ثقافة الخيول إلى قبائل لاكوتا حوالي العقد 1730. قام الشايان والأراباهو بطرد قبائل كيوا إلى السهول الجنوبية. وفي المقابل، تم طردهم نحو الغرب من قبل قبائل لاكوتا الأكثر عددا.
كان أمة شايان أو تسيهيستانو Tsêhéstáno في زمن ما مؤلفة من عشر مجموعات تنتشر عبر السهول العظمى من جنوب كولورادو إلى منطقة بلاك هيلز في ولاية ساوث داكوتا. عندما تجتمع القبائل، فإن زعماء المجموعات يلتقون في مجلس رسمي. وكانوا يؤدون مراسم تجديد السهم السنوية ورقصة الشمس. وحاربوا أعداءهم التقليديين، أمة كراو ولاحقا قوات جيش الولايات المتحدة (1856-1879). بدأت المجموعات تنقسم في منتصف القرن التاسع، اختارت بعض المجموعات البقاء بالقرب من بلاك هيلز، بينما اختارت أخرى البقاء بالقرب من نهر بلات في وسط كولورادو.
الشايان الشماليون، والمعروفون في الشايان باسم نوتاميوهميسيهيسي Notameohmésêhese وتعني «الآكلون الشماليون» أو مجرد أوهميسيهيسي Ohmésêhese وتعنى «الأكلة»، ويعيشون في جنوب شرق مونتانا في محمية الشايان الشماليين الهندية. تشير أرقام القيد القبلية، حسب تعداد عام 2014، إلى أن هناك ما يقرب من 10,840 فرد مسجل في القبيلة، منهم حوالي 4,939 موجودون في المحمية. حوالي 91٪ من السكان هم من الأمريكيين الأصليين (بنسب كامل أو جزئي)، مع نسبة 72.8٪ يعرفون أنفسهم بأنهم من الشايان. حوالي ربع السكان فوق خمس سنوات يتحدثون لغة أخرى غير الإنجليزية.
الشايان الجنوبيون، والمعروفون في الشايان باسم هيفاهيتانيوؤو Heévâhetaneo'o معنى «الناس ذوو الحل»، يشكلون مع الأراباهو الجنوبيين قبائل الشايان والأراباهو في غرب أوكلاهوما. يبلغ تعدادهم مجتمعين 12,130 نسمة حسب تعداد عام 2008. في عام 2003، عرف ما يقرب من 8,000 من هؤلاء أنفسهم بأنهم شايان، كما أن التزاوج بين القبيلتين جعل من الصعب التفريق بينهما.